# 莫斯科东站
莫斯科东站（羅馬化：Vostochny vokzal）又译为莫斯科东方火车站，是俄羅斯莫斯科十个火车站之一。该站结构复杂，位于东行政区划区境内 。车站于2021年5月29日开通。莫斯科东站是距离莫斯科中心最远，站台和轨道数量最少，也是唯一一个不始发前往周边卫星城的通勤列车的车站。

## 车站概况
车站改建自原莫斯科小环线的切尔基佐沃车站，与莫斯科中央环线的火车头站以及莫斯科地铁索科利尼基线的切尔基佐沃站和地面公共交通站一起，形成了切尔基佐沃一体化公交枢纽。
对于大多数到达的列车，车站是一个换乘车站。车站大楼为两层，通过天桥可以进入东站主站台和中央环线的火车头站 。莫斯科东站规划日客运量约250万人次。站台一次性最多可以容纳约200名乘客候车。
从楼梯或自动扶梯可以进入天桥。车站配备四部自动扶梯和三部电梯。一部电梯在负一层和一层之间运行；第二部则是运行于第一层和第二层。第三部服务于贵宾区和团体旅客。
- 负一层前往乘坐“雨燕”号动车组列车的低站台
- 在一楼设有售票处、候车室、前往公交站的通道和咖啡厅。
- 在二楼有有一个更舒适的候车厅和一条通往高站台（岛式站台）和通往莫斯科中央环线火车头站的天桥，可以继续延天桥前往莫斯科地铁切尔基佐沃站。

3号口附近有2个公交车站：一个是乘客出口；另一个在入口处。每个公交站拥有2候车亭。
- 综合体总面积9600平方米，其中火车站面积4200平方米。
- 火车站拥有5条站线，其中3条接发线2条正线。
- 包含雨棚在内站台面积为5400平方米。[2]

包括肖尔科夫立交桥下方的站台上都安装了雨棚，雨棚为下凹式（而不是俄铁系统常见的凸起式）。因此，在遇到降雨天气的时候，雨水不会淋湿进出列车的乘客，而是最终流入排水系统。3号入口附近有2个公交站（每站2个亭子）：一个供进站乘客使用，另一个则供出站旅客。还计划为汽车建造一个停车场，乘客通过旋转门进入车站站台。

### 出口
莫斯科东站大楼有两个出口：一个朝向阿穆尔大街，另一个朝向切尔基佐沃站和俄罗斯铁路体育场。在中央环线安检区和车站天桥上前往3道和4道的入口处，安装了支持莫斯科地铁标准的验证器，以便激活使用三套车卡的莫斯科乘客免额外手续费乘坐下诺夫哥罗德地铁。
莫斯科中央环线和地铁的换乘按照地面换乘及无露天换乘进行。

### 长途火车交通
由于从莫斯科中央环城铁路没有从莫斯科东站到十月铁路的联络线，因此列车被迫在从东至西运行至环形线站之后沿着环线进一步行驶，在通过利霍博雷站后抵达科普捷沃站，在科普捷沃站换向后行驶至联络线，反向亦然。

### 计划与发展
从2021年6月25日起：肖尔科夫高速公路上的公共交通站从“伊斯梅洛沃体育馆”更名为“莫斯科东站”。更名将影响t32、t41、34、34k、52、171、230、716路公交车和T83路有轨电车的线路运营。
此外，莫斯科计划在戈利亚诺沃和科洛希诺宅区之间建立一个舒适的步行区，并设有自行车道。
同时计划在临近莫斯科东站的原混凝土厂的场地上建造一个更宽敞的停车场。

## 车站历史
|  | 莫斯科东站将承担莫斯科东部地区交通枢纽的职能，并将启用莫斯科中央环线的第三条轨道。同时莫斯科东站的建成将有效缓解库尔斯克火车站的通行压力，以便于有效接入2号以及未来的4号直径线。100年来莫斯科首次全面启用新车站，把库尔斯克方向的铁路和地铁站与中央环线，形成主要交通枢纽，使抵达莫斯科的乘客能够更快地到达目的地。对于莫斯科人来说，这是一个重要的交通枢纽，也提供了更多的机会。 |

——莫斯科市长索比亚宁在2021年5月22日的发言。.

在稍早之前的2020年11月，莫斯科24采访了莫斯科铁路局局长米哈伊尔·格拉佐夫，称
|  | 基于切尔基佐沃交通换乘枢纽的新迷你车站（莫斯科东站）将成为莫斯科 50 年来建造的第一个火车站。 |

### 建设历程
2020年开工建设，预计2021年3月竣工。该站实际于5月29日开通，配合了俄罗斯铁路的夏季运行图调整。
- 2020年10月：建筑物的梁骨架已完全组装完毕。
- 2021年3月：在车站屋顶安装阁楼结构；长途站台铁路轨道道砟已清理完毕，并进行回填砂土。
- 2021年4月6日：长途列车站台铁路轨道铺轨；路轨上铺设了道砟。
- 2021年5月19日：站台信息板开始工作；显示车站名称：“莫斯科东站”。
- 2021年5月24日：车站名称刻在出口上方。
- 2021年5月25日：中央环线新增“前往东站出口”指示牌。
- 2021年5月27日：俄铁通过免提电话向已经订票的旅客转达语音消息，宣布长途火车交通从库尔斯克火车站转移到莫斯科东站。

## 通过列车概况
2021年5月29日，莫斯科东站开通了24列经莫斯科中转的长途列车和高速列车的定期运行。对于莫斯科-伊万诺沃、莫斯科-下诺夫哥罗德路线上的“飞燕号”以及从下诺夫哥罗德出发的高速列车“雨燕号”前往的乘客来说，莫斯科东站所在的切尔基佐沃交通换乘枢纽是终点站。

#### 主要方向列车
| 国家或地区 | 目的地 |
| ---------- | --- |
| 阿布哈茲   | 苏呼米 |
| 俄羅斯     | 阿德勒、阿纳帕、别尔哥罗德、弗拉季高加索、伏尔加格勒、叶伊斯克、伊万诺沃、伊热夫斯克、基斯洛沃茨克、马哈奇卡拉、摩尔曼斯克、下诺夫哥罗德、新罗西斯克、萨马拉、圣彼得堡莫站、圣彼得堡拉站、车里雅宾斯克 |

### 列车时刻表
| 承运企业                           | 列车类型       | 时刻表                            |
| ---------------------------------- | -------------- | --------------------------------- |
| 俄罗斯铁路（ 联邦客运公司 、DOSS） | 长途列车       | 俄罗斯铁路 （页面存档备份，存于） |
| 俄罗斯铁路（ 联邦客运公司 、DOSS） | 莫斯科中央环线 | 俄罗斯铁路 （页面存档备份，存于） |

## 地面交通
东站拥有下列地面交通线路，提供旅客换乘。
- 莫斯科公交车: 34, 34к, 52, 171, 230, 372, 449, 469, 552, 716, 974, т32, т41, т83

其中，只有171路和Н15公交车从莫斯科东站附近的公交站发车。其他路线可从切尔基佐沃地铁站或肖尔科夫立交桥的公交站出发。
从6月26日将开行从基泰格羅德始发，终点到东站的夜间巴士“H15”，运营时间为从1时15分至5时45分。中途径共青团、克拉斯诺谢尔斯卡亚、索科尔尼基等车站。
如果是从莫斯科市中心方向自驾前往莫斯科东站， 沿着大切尔基佐沃街行驶，行进至肖尔科夫立交桥时需要继续向前大约4公里，然后在（进入辅道以后）至蒙塔日街路口掉头行驶返回东站所在的肖尔科夫立交桥后进入莫斯科东站专用匝道。

## 链接
- 切尔基佐夫的迷你车站成为莫斯科 50 年来第一个在建的火车站。 （页面存档备份，存于）
- 新车站将出现在首都东部。 （页面存档备份，存于）
- 哔 // 莫斯科第十火车站 // 建设者节前夕，“莫斯科铁路”的观察员和摄影记者参观了切尔基佐沃站，这里正在建设一个大型交通枢纽，这将首次统一人流长途乘客和 MCC。 （页面存档备份，存于）
- ... 在 2021 年春季，计划开设一个新的切尔基佐沃火车站，该火车站将成为 Lastochka 火车的终点站，而不是库尔斯克火车站。缺乏便利的巴士连接将成为乘客的一个问题。 （页面存档备份，存于）
- 2gis.ru // Vostochny，火车站。 （页面存档备份，存于）
- 新的东方火车站将于 2021 年在莫斯科开放。 （页面存档备份，存于）
- 火车时刻表：莫斯科东方。 （页面存档备份，存于）
- TASS // Sergei Sobyanin 和 Oleg Belozerov 在莫斯科开设了一个新的火车站“Vostochny” （页面存档备份，存于）